# Văn hóa Gò Mun
Văn hóa Gò Mun ước chừng trong khoảng thời gian từ năm 1.000 - năm 700 TCN, thuộc cuối thời kỳ đồ đồng. Nền văn hóa này được đặt tên theo địa điểm mà vào năm 1961 các nhà khảo cổ học đã khai quật được nhiều di chỉ của nền văn hóa này (gò Mun, xã Tứ Xã, huyện Phong Châu, tỉnh Phú Thọ).
Văn hóa Gò Mun được nhìn nhận như là nền văn hóa tiền văn hóa Đông Sơn. Thời kỳ này, người Việt cổ đã có những chuyển biến rõ rệt về một xã hội phức tạp và giàu có, thúc đẩy việc ra đời nhà nước sơ khai của người Việt.

## Khám phá
Rời Đồng Đậu và các di chỉ đồng dạng, chúng ta hãy đi thăm Gò Mun cùng với hơn 10 địa điểm khảo cổ khác thuộc giai đoạn văn hóa Gò Mun được phân bố trên một địa bàn về cơ bản phù hợp với địa bàn các địa điểm thuộc những giai đoạn trước. Đó là Bãi Dưới, Vinh Quang, Đình Tràng, Đồng Lâm, Nội Gầm... thuộc các tỉnh Vĩnh Phúc, Hà Tây, Bắc Ninh, Hà Nội.
Người Gò Mun cũng thích ở trên những gò đồi cao nổi lên giữa vùng đồng bằng và trung du; họ bắt đầu thích tập trung ở những vùng chân gò, những vùng gò thấp ven các sông Hồng, Cầu, Đáy, Cà Lồ... Cuộc sống định cư lâu dài của họ đã để lại những tầng văn hóa khá dày.
Đến giai đoạn Gò Mun, công cụ và vũ khí đồng thau đã chiếm tỷ lệ trên 50% tổng số công cụ và vũ khí, với các loại mũi tên, mũi nhọn, lưỡi câu, dao, giáo, dây, kim, giũa, dùi, đục. Loại rìu lưỡi xéo đã xuất hiện dưới dạng hoàn chỉnh với mũi rìu hơi chúc và lưỡi hơi cong. Đồ đồng thau Gò Mun đã được sử dụng vào sản xuất nông nghiệp: những lưỡi hái đã được phát hiện; những chiếc rìu cũng đã được sử dụng như những nông cụ.
Đồng thau cũng được dùng làm đồ trang sức: vòng tay được uốn bằng những dây đồng.
Đồ gốm Gò Mun có độ dày rất đều, độ nung cao (khoảng 900 °C); có mảnh được nung gần thành sành. Gốm có màu xám xanh, xám mốc. Người thợ gốm Gò Mun phát triển lối trang trí hoa văn bên trong miệng hiện vật đã có từ giai đoạn Đồng Đậu. Các miệng gốm Gò Mun thường được bẻ loe ra, nằm ngang, rộng bản, góc tạo thành giữa cổ và thân thường là góc nhọn. Những loại hình thường gặp là các loại nồi, các loại vò, bình cổ cao, chậu, âu, bát đĩa, cốc. Chân đế có xu hướng thấp dần, loại đáy bằng xuất hiện, hình dáng ổn định, thanh thoát. Ngoài ra còn có các loại bi, dọi xe chỉ, chì lưới.
Loại hoa văn độc đáo và phổ biến của gốm Đồng Đậu là hoa văn nan chiếu, và hoa văn khắc vạch: những đường nét này được phối trí hài hòa với những vòng tròn nhỏ tạo nên những đồ án sinh động kết thành một dải quây vòng phủ kín miệng gốm, làm thành đặc trưng chủ yếu của hoa văn gốm Gò Mun.
Kỹ thuật chế tác đá đang ở trên bước đường suy thoái. Đó là do sự phong phú và sự phát triển của nghề luyện kim đồng thau. Những cái hái bằng đồng thau phát hiện được ở nhiều nơi nói lên sự phát triển và hoàn thiện của nông nghiệp trồng lúa. Hợp kim đồng thau để đúc hái có 89% đồng và 0,1% thiếc với những vết chì. Trong số những công cụ bằng đồng thau dùng để thu hoạch hoa màu của người xưa ở vào khoảng thiên niên kỷ thứ 2 trước Công nguyên, loại hái Gò Mun lưỡi cong, có gờ ở giữa, họng tra cán hình chóp cụt là có hình dáng hoàn thiện và tiến bộ hơn cả.
Lần đầu tiên những mũi tên đồng thau xuất hiện, với loại hình đa dạng và số lượng nhiều, đòi hỏi những tiến bộ về kỹ thuật và cũng đòi hỏi phải có một khối lượng nguyên liệu lớn để đáp ứng đủ nhu cầu, vì mũi tên một lần bắn đi là mất "một đi không trở lại". Truyền thống giỏi cung nỏ của người Việt cổ khiến quân thù xâm lược ở buổi đầu công nguyên phải khiếp sợ và khâm phục, vốn đã có một gốc rễ lâu bền từ giai đoạn Gò Mun này.
Sự phát triển của nghề thủ công luyện kim đã có ảnh hưởng lớn không những đến sự phát triển của nông nghiệp mà còn thúc đẩy sự hoàn thiện của các nghề thủ công khác - trừ nghề làm đồ đá.
Những mũi giáo gỗ phát hiện được ở giai đoạn Gò Mun cho chúng ta biết rằng nghề làm đồ gỗ - một nghề cũng có truyền thống xa xưa như nghề làm đồ đá - vẫn tiếp tục tồn tại và cải tiến.
Người Gò Mun sống bằng nghề làm ruộng trồng lúa nước là chính, đồng thời họ cũng là những người chăn nuôi, săn bắn, đánh cá. Đây là một cung cách làm ăn tiến bộ, cũng là cách làm ăn của mọi dân cư ở những vùng trung tâm nông nghiệp của thế giới cổ đại.
Hiện vật khảo cổ cho thấy rõ: giai đoạn Gò Mun được phát triển trực tiếp lên từ giai đoạn Đồng Đậu và có mối liên hệ chặt chẽ với các giai đoạn phát triển trước đó. Đồng thời giai đoạn Gò Mun cũng chứa đựng những tiền đề vật chất cho sự phát triển của một giai đoạn cao hơn vào cuối thời đại đồng thau và đầu thời đại đồ sắt ở nước ta: giai đoạn văn hóa Đông Sơn.
Phùng Nguyên - Đồng Đậu - Gò Mun: 3 giai đoạn lớn của thời đại đồng thau trong đó cư dân nông nghiệp Việt cổ, người Phùng Nguyên, người Đồng Đậu, người Gò Mun ở vùng đồng bằng và trung du Bắc Bộ, Bắc Trung Bộ, đã từng bước chế ngự thiên nhiên, làm ruộng lúa, phát huy được tính ưu việt của nền kinh tế nông nghiệp, bước vào chế độ dòng cha, làm chủ vùng tam giác châu thổ sông Hồng, mở đường cho một giai đoạn văn hóa rực rỡ, đỉnh cao thời đại dựng nước: giai đoạn Đông Sơn.
Trích từ: Hành Trình Về Thời Đại HÙNG VƯƠNG DỰNG NƯỚC

## Di vật
Phân bố trên cùng địa bàn với văn hoá Phùng Nguyên và văn hóa Đồng Đậu trước đó, trong các tỉnh Vĩnh Phúc, Phú Thọ, Bắc Ninh, Bắc Giang, Hà Tây và Hà Nội, chủ nhân văn hóa Gò Mun là cư dân nông nghiệp. Công cụ và vũ khí bằng đồng khá đa dạng, gồm rìu, liềm, dao, giáo, lao, mũi tên... Đồng cũng được dùng làm chuông, vòng tay, khuyên tai, trâm cài và tượng động vật. Đồ gốm có độ nung cao. Phổ biến nhất là các loại bình, nồi có miệng loe gãy và trang trí hoa văn khắc vạch phía trong miệng. Văn hóa Gò Mun phát triển lên từ văn hóa Đồng Đậu và tồn tại trước văn hóa Đông Sơn, trong khoảng thế kỉ XI đến thế kỉ VII TCN.